# Campionato mondiale di Formula 1 1991
Il campionato mondiale di Formula 1 1991 organizzato dalla FIA è stata, nella storia della categoria, la 42ª ad assegnare il Titolo Piloti e la 34ª ad assegnare quello Costruttori. Il primo fu vinto dal brasiliano Ayrton Senna, che divenne quindi Campione del Mondo per la terza volta in carriera, mentre il secondo fu vinto dalla McLaren-Honda, che se lo aggiudicò per il quarto anno di fila.

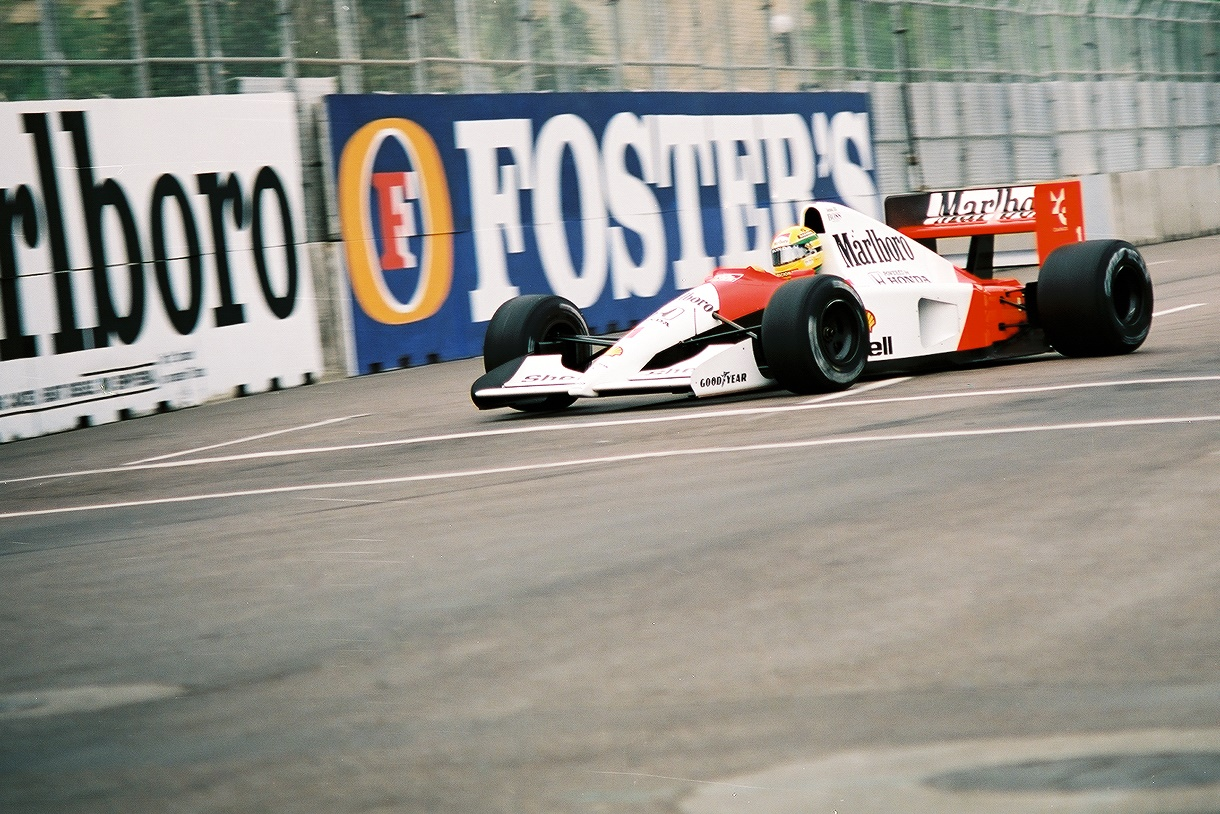
Ayrton Senna conquista il suo terzo titolo iridato, il secondo di seguito.

## La pre-stagione

### Calendario
| Gara | Nome ufficiale del Gran Premio       | Circuito                         | Sede              | Data         | Ora    | Ora   | Ora   | Diretta TV |
| Gara | Nome ufficiale del Gran Premio       | Circuito                         | Sede              | Data         | Locale | UTC   | ITA   | Diretta TV |
| ---- | ------------------------------------ | -------------------------------- | ----------------- | ------------ | ------ | ----- | ----- | ---------- |
| 1    | Iceberg United States Grand Prix     | Circuito di Phoenix              | Phoenix           | 10 marzo     | 14:00  | 21:00 | 22:00 | Italia 1+  |
| 2    | Grande Prêmio do Brasil              | Autodromo José Carlos Pace       | San Paolo         | 24 marzo     | 13:00  | 15:00 | 16:00 | Rai Due    |
| 3    | Gran Premio di San Marino            | Autodromo Dino Ferrari           | Imola             | 28 aprile    | 14:30  | 12:30 | 14:30 | Rai Due    |
| 4    | Grand Prix de Monaco                 | Circuito di Monte Carlo          | Monaco            | 12 maggio    | 15:30  | 13:30 | 15:30 | Italia 1+  |
| 5    | Grand Prix Molson du Canada          | Circuit Gilles Villeneuve        | Montréal          | 2 giugno     | 13:00  | 17:00 | 19:00 | Italia 1+  |
| 6    | Gran Premio de México                | Autodromo Hermanos Rodríguez     | Città del Messico | 16 giugno    | 14:00  | 20:00 | 21:00 | Rai Due    |
| 7    | Rhone-Poulenc Grand Prix de France   | Circuit de Nevers Magny-Cours    | Magny-Cours       | 7 luglio     | 14:00  | 12:00 | 14:00 | Italia 1+  |
| 8    | British Grand Prix                   | Circuito di Silverstone          | Silverstone       | 14 luglio    | 14:00  | 13:00 | 15:00 | Rai Due    |
| 9    | Großer Mobil 1 Preis von Deutschland | Hockenheimring                   | Hockenheim        | 28 luglio    | 14:00  | 12:00 | 14:00 | Rai Due    |
| 10   | Hungarian Grand Prix                 | Hungaroring                      | Mogyoród          | 11 agosto    | 14:00  | 12:00 | 14:00 | Rai Due    |
| 11   | Belgian Grand Prix                   | Circuito di Spa-Francorchamps    | Francorchamps     | 25 agosto    | 14:00  | 12:00 | 14:00 | Rai Due    |
| 12   | Coca-Cola Gran Premio d'Italia       | Autodromo nazionale di Monza     | Monza             | 8 settembre  | 15:00  | 13:00 | 15:00 | Italia 1+  |
| 13   | Grande Prémio de Portugal            | Circuito di Estoril              | Cascais           | 22 settembre | 14:00  | 12:00 | 14:00 | Italia 1+  |
| 14   | Gran Premio Tio Pepe de España       | Circuito di Barcellona-Catalogna | Montmeló          | 29 settembre | 14:00  | 13:00 | 14:00 | Italia 1+  |
| 15   | Fuji Television Japanese Grand Prix  | Circuito di Suzuka               | Suzuka            | 20 ottobre   | 13:00  | 04:00 | 05:00 | Italia 1+  |
| 16   | Foster's Australian Grand Prix       | Circuito di Adelaide             | Adelaide          | 3 novembre   | 14:00  | 04:30 | 05:30 | Rai Due    |

+ Tutti i gran premi trasmessi in diretta su Italia 1 venivano riproposti in differita su Telepiù.

## Cambiamenti rispetto al 1990

### Regolamento sportivo
Fu cambiato il sistema di punteggio:
- Al vincitore vennero assegnati 10 punti (anziché 9 come nel 1990);
- Tutti i risultati dell'anno venivano contati nel punteggio dei piloti (anziché i migliori 11 su 16 come nel 1990).

### Regolamento tecnico
- Nuove dimensioni (ridotte) per gli alettoni anteriori e posteriori.
- Peso minimo 505 kg.
- Tutta la benzina deve essere obbligatoriamente alle spalle del pilota.
- Uso di benzina senza piombo.

### Scuderie
- La EuroBrun, la Onyx e la Life si erano ritirate dalla Formula 1 già nel corso della stagione precedente.
- La Osella fu rilevata dal costruttore di ruote in lega Gabriele Rumi, il quale la ribattezzò col nome della sua azienda, Fondmetal.
- L'Arrows venne ridenominata Footwork, dal nome del proprietario e sponsor principale.
- Debuttò in Formula 1 il team Jordan Grand Prix, fondato da Eddie Jordan, fino ad allora una scuderia di successo in Formula 3000.
- Fece il suo esordio il Modena Team, detta anche Lambo, scuderia con sede a Modena, sponsorizzata e motorizzata dalla Lamborghini. Inizialmente la scuderia, che doveva chiamarsi GLAS, era di proprietà di alcuni uomini d'affari messicani, che in seguito tuttavia rinunciarono a finanziare; la Lamborghini intervenne così in prima persona per salvare il progetto, pur senza dare formalmente il suo nome alla scuderia.

### Motori

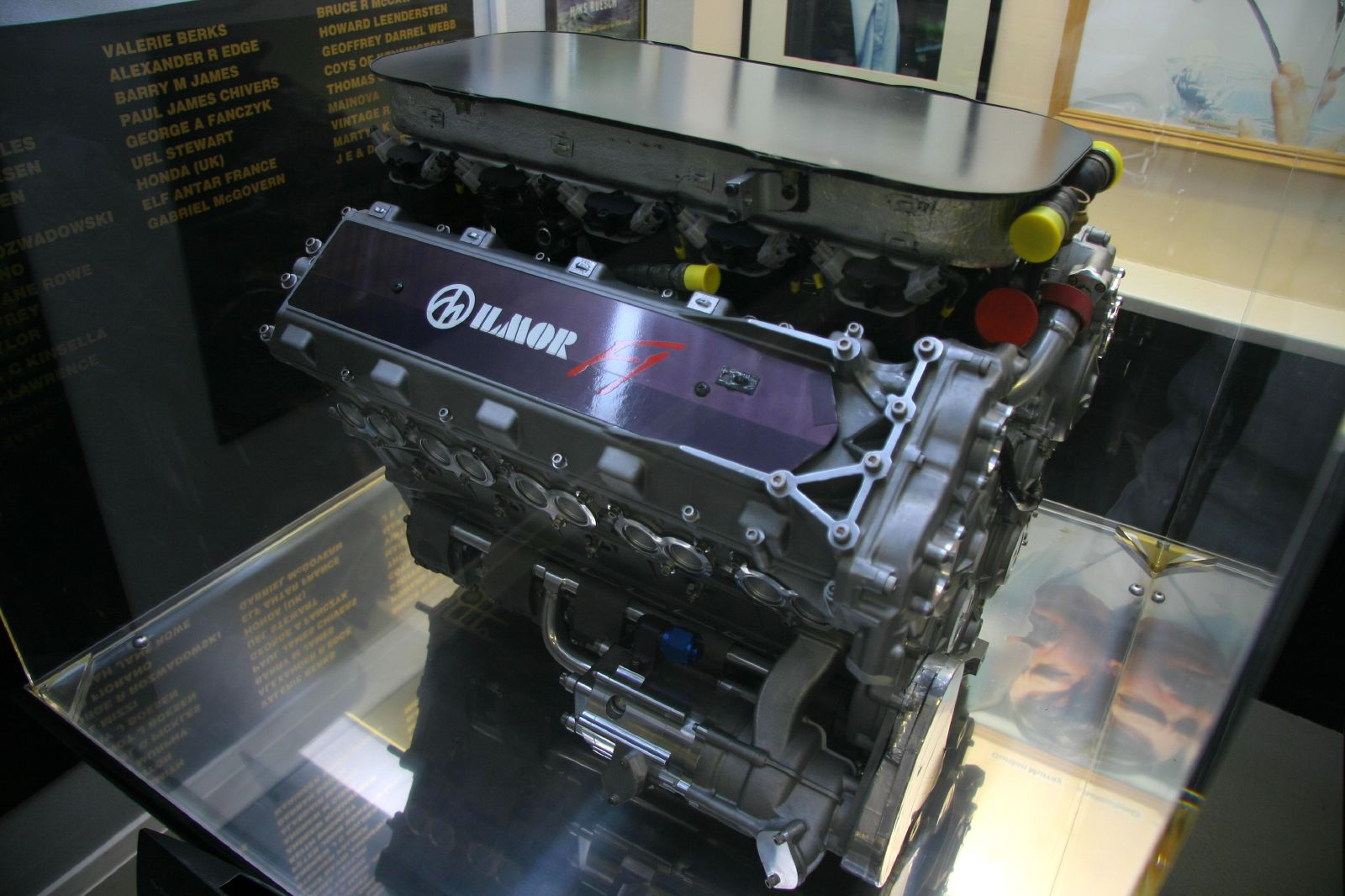
Il motore V10 della Ilmor che andò a equipaggiare le Leyton House

- La McLaren adottò il nuovo motore Honda 12 cilindri al posto del V10.
- Già da prima della stagione 1990 la Tyrrell si era assicurata una fornitura di motori Honda 10 cilindri ex McLaren.
- La Brabham correva con i V12 Yamaha al posto dei Judd V8.
- La Footwork aveva concluso un accordo con la Porsche, che ritornava così in Formula 1 in prima persona con un nuovo motore V12. I risultati furono però disastrosi, cosicché la squadra inglese dovette ripiegare sui Ford con i propulsori americani Cosworth a otto cilindri già da metà stagione.
- La Lotus montava i Judd V8 al posto dei V12 Lamborghini avuti nel 1990.
- La Leyton House sostituì i Judd V8 con i nuovi Ilmor V10.
- Le Dallara della Scuderia Italia montavano i nuovi Judd V10 in sostituzione dei Ford Cosworth.
- Per la prima volta, la Ferrari forniva il suo 12 cilindri a un'altra squadra: la Minardi (che lasciava così i Ford Cosworth).
- La Ligier affrontò la stagione con i V12 Lamborghini, in attesa dei Renault V10 per il 1992.
- La Larrousse, persi i V12 Lamborghini, acquistò una fornitura di Ford Cosworth V8.
- La nuova arrivata Jordan montava motori Ford HB 8 cilindri.

### Piloti

Jean Alesi passò alla Ferrari dove andò a comporre una coppia tutta francese con il riconfermato Prost al suo ultimo anno.

- La Tyrrell ingaggiò Stefano Modena per sostituire Jean Alesi passato alla Ferrari.
- Con la Williams tornava Nigel Mansell, transfuga Ferrari, al fianco di Riccardo Patrese, riformando così la coppia del 1988.
- La Brabham affiancò il debuttante Mark Blundell all'esperto Martin Brundle.
- La Lotus iniziò la stagione col debuttante Mika Häkkinen e con Julian Bailey.
- Stefan Johansson raggiunse Gabriele Tarquini all'AGS.
- Il finlandese JJ Lehto fu scelto dalla Scuderia Italia come compagno di squadra di Emanuele Pirro.
- La Ligier cambiò entrambi i piloti, schierando l'ex Williams Thierry Boutsen e l'esordiente Érik Comas, vincitore della Formula 3000 nel 1990.
- La Ferrari optò per Alesi quale sostituto di Mansell; tuttavia, essendo il francese già contrattualmente legato alla Williams per la stagione 1991,[2] la squadra italiana dovette pagare a quella inglese una penale di quattro milioni di dollari[3] per poterlo ingaggiare.
- L'unica vettura della Coloni fu affidata a Pedro Chaves.
- Bertrand Gachot e Andrea De Cesaris portavano al debutto la Jordan-Ford in Formula 1.
- I piloti del Modena Team erano Nicola Larini e l'esordiente Eric van de Poele.
- Tutte le altre squadre schierarono all'inizio dell'anno i piloti con cui avevano terminato la stagione 1990.
- Michael Schumacher fa il suo esordio con la Jordan-Ford al Gran Premio del Belgio in sostituzione di Bertrand Gachot, arrestato a Londra per un litigio con un tassista. In seguito il giovane tedesco passerà alla Benetton-Ford a partire dal Gran Premio di Monza in Italia e fino a quello di Adelaide in Australia.

## Scuderie e piloti
I piloti e le scuderie che affrontano la stagione 1991 di Formula 1 sono:
| Scuderia                             | Costruttore        | Telaio          | Motore                   | Gomme | Nº | Piloti             | GP                 | Collaudatori                                                |
| ------------------------------------ | ------------------ | --------------- | ------------------------ | ----- | -- | ------------------ | ------------------ | ----------------------------------------------------------- |
| Honda Marlboro McLaren               | McLaren-Honda      | MP4/6           | Honda RA121E 3.5 V12     | G     | 1  | Ayrton Senna       | Tutti              | Allan McNish Jonathan Palmer Stefan Johansson Mark Blundell |
| Honda Marlboro McLaren               | McLaren-Honda      | MP4/6           | Honda RA121E 3.5 V12     | G     | 2  | Gerhard Berger     | Tutti              | Allan McNish Jonathan Palmer Stefan Johansson Mark Blundell |
| Braun Tyrrell Honda                  | Tyrrell-Honda      | 020             | Honda RA101E 3.5 V10     | P     | 3  | Satoru Nakajima    | Tutti              | Johnny Herbert Volker Weidler                               |
| Braun Tyrrell Honda                  | Tyrrell-Honda      | 020             | Honda RA101E 3.5 V10     | P     | 4  | Stefano Modena     | Tutti              | Johnny Herbert Volker Weidler                               |
| Canon Williams Team                  | Williams-Renault   | FW14            | Renault RS3 3.5 V10      | G     | 5  | Nigel Mansell      | Tutti              | Damon Hill                                                  |
| Canon Williams Team                  | Williams-Renault   | FW14            | Renault RS3 3.5 V10      | G     | 6  | Riccardo Patrese   | Tutti              | Damon Hill                                                  |
| Motor Racing Developments Ltd        | Brabham-Yamaha     | BT60Y           | Yamaha OX99 3.5 V12      | P     | 7  | Martin Brundle     | Tutti              | n/a                                                         |
| Motor Racing Developments Ltd        | Brabham-Yamaha     | BT60Y           | Yamaha OX99 3.5 V12      | P     | 8  | Mark Blundell      | Tutti              | n/a                                                         |
| Footwork Grand Prix International    | Footwork-Porsche   | A11C FA12       | Porsche 3512 3.5 V12     | G     | 9  | Michele Alboreto   | 1–6                | n/a                                                         |
| Footwork Grand Prix International    | Footwork-Porsche   | A11C FA12       | Porsche 3512 3.5 V12     | G     | 10 | Alessandro Caffi   | 1–4                | n/a                                                         |
| Footwork Grand Prix International    | Footwork-Porsche   | A11C FA12       | Porsche 3512 3.5 V12     | G     | 10 | Stefan Johansson   | 5–6                | n/a                                                         |
| Footwork Grand Prix International    | Footwork-Ford      | FA12C           | Ford Cosworth DFR 3.5 V8 | G     | 9  | Michele Alboreto   | 7–16               | n/a                                                         |
| Footwork Grand Prix International    | Footwork-Ford      | FA12C           | Ford Cosworth DFR 3.5 V8 | G     | 10 | Alessandro Caffi   | 9–16               | n/a                                                         |
| Footwork Grand Prix International    | Footwork-Ford      | FA12C           | Ford Cosworth DFR 3.5 V8 | G     | 10 | Stefan Johansson   | 7–8                | n/a                                                         |
| Team Lotus                           | Lotus-Judd         | 102B            | Judd EV 3.5 V8           | G     | 11 | Mika Häkkinen      | Tutti              | Johnny Herbert                                              |
| Team Lotus                           | Lotus-Judd         | 102B            | Judd EV 3.5 V8           | G     | 12 | Julian Bailey      | 1-4                | Johnny Herbert                                              |
| Team Lotus                           | Lotus-Judd         | 102B            | Judd EV 3.5 V8           | G     | 12 | Johnny Herbert     | 5-8, 11, 13, 15-16 | Johnny Herbert                                              |
| Team Lotus                           | Lotus-Judd         | 102B            | Judd EV 3.5 V8           | G     | 12 | Michael Bartels    | 9-10, 12, 14       | Johnny Herbert                                              |
| Fondmetal F1 SpA                     | Fondmetal-Ford     | FA1/M-E Fomet 1 | Ford Cosworth DFR 3.5 V8 | G     | 14 | Olivier Grouillard | 1-13               | Marco Greco                                                 |
| Fondmetal F1 SpA                     | Fondmetal-Ford     | FA1/M-E Fomet 1 | Ford Cosworth DFR 3.5 V8 | G     | 14 | Gabriele Tarquini  | 14-16              | Marco Greco                                                 |
| Leyton House Racing                  | Leyton House-Ilmor | CG911           | Ilmor 2175A V10          | G     | 15 | Maurício Gugelmin  | Tutti              | n/a                                                         |
| Leyton House Racing                  | Leyton House-Ilmor | CG911           | Ilmor 2175A V10          | G     | 16 | Ivan Capelli       | 1-14               | n/a                                                         |
| Leyton House Racing                  | Leyton House-Ilmor | CG911           | Ilmor 2175A V10          | G     | 16 | Karl Wendlinger    | 15-16              | n/a                                                         |
| Automobiles Gonfaronnaises Sportives | AGS-Ford           | JH25 JH25B JH27 | Ford Cosworth DFR 3.5 V8 | G     | 17 | Gabriele Tarquini  | 1-13               | n/a                                                         |
| Automobiles Gonfaronnaises Sportives | AGS-Ford           | JH25 JH25B JH27 | Ford Cosworth DFR 3.5 V8 | G     | 17 | Olivier Grouillard | 14                 | n/a                                                         |
| Automobiles Gonfaronnaises Sportives | AGS-Ford           | JH25 JH25B JH27 | Ford Cosworth DFR 3.5 V8 | G     | 18 | Stefan Johansson   | 1-2                | n/a                                                         |
| Automobiles Gonfaronnaises Sportives | AGS-Ford           | JH25 JH25B JH27 | Ford Cosworth DFR 3.5 V8 | G     | 18 | Fabrizio Barbazza  | 3-14               | n/a                                                         |
| Camel Benetton Ford                  | Benetton-Ford      | B190B B191      | Ford HB5 3.5 V8          | P     | 19 | Roberto Moreno     | 1-11               | n/a                                                         |
| Camel Benetton Ford                  | Benetton-Ford      | B190B B191      | Ford HB5 3.5 V8          | P     | 19 | Michael Schumacher | 12-16              | n/a                                                         |
| Camel Benetton Ford                  | Benetton-Ford      | B190B B191      | Ford HB5 3.5 V8          | P     | 20 | Nelson Piquet      | Tutti              | n/a                                                         |
| Scuderia Italia SpA                  | Dallara-Judd       | 191             | Judd GV 3.5 V10          | P     | 21 | Emanuele Pirro     | Tutti              | n/a                                                         |
| Scuderia Italia SpA                  | Dallara-Judd       | 191             | Judd GV 3.5 V10          | P     | 22 | J.J. Lehto         | Tutti              | n/a                                                         |
| Minardi Team                         | Minardi-Ferrari    | M191            | Ferrari 037 3.5 V12      | G     | 23 | Pierluigi Martini  | Tutti              | n/a                                                         |
| Minardi Team                         | Minardi-Ferrari    | M191            | Ferrari 037 3.5 V12      | G     | 24 | Gianni Morbidelli  | 1-15               | n/a                                                         |
| Minardi Team                         | Minardi-Ferrari    | M191            | Ferrari 037 3.5 V12      | G     | 24 | Roberto Moreno     | 16                 | n/a                                                         |
| Ligier Gitanes                       | Ligier-Lamborghini | JS35 JS35B      | Lamborghini 3512 3.5 V12 | G     | 25 | Thierry Boutsen    | Tutti              | Emmanuel Collard                                            |
| Ligier Gitanes                       | Ligier-Lamborghini | JS35 JS35B      | Lamborghini 3512 3.5 V12 | G     | 26 | Érik Comas         | Tutti              | Emmanuel Collard                                            |
| Scuderia Ferrari SpA                 | Ferrari            | 642 642/2 643   | Ferrari 037 3.5 V12      | G     | 27 | Alain Prost        | 1-15               | Gianni Morbidelli Andrea Montermini Dario Benuzzi           |
| Scuderia Ferrari SpA                 | Ferrari            | 642 642/2 643   | Ferrari 037 3.5 V12      | G     | 27 | Gianni Morbidelli  | 16                 | Gianni Morbidelli Andrea Montermini Dario Benuzzi           |
| Scuderia Ferrari SpA                 | Ferrari            | 642 642/2 643   | Ferrari 037 3.5 V12      | G     | 28 | Jean Alesi         | Tutti              | Gianni Morbidelli Andrea Montermini Dario Benuzzi           |
| Larrousse F1                         | Lola-Ford          | LC91            | Ford Cosworth DFR 3.5 V8 | G     | 29 | Éric Bernard       | 1-15               | n/a                                                         |
| Larrousse F1                         | Lola-Ford          | LC91            | Ford Cosworth DFR 3.5 V8 | G     | 29 | Bertrand Gachot    | 16                 | n/a                                                         |
| Larrousse F1                         | Lola-Ford          | LC91            | Ford Cosworth DFR 3.5 V8 | G     | 30 | Aguri Suzuki       | Tutti              | n/a                                                         |
| Coloni Racing Srl                    | Coloni-Ford        | C4              | Ford Cosworth DFR 3.5 V8 | G     | 31 | Pedro Chaves       | 1-13               | n/a                                                         |
| Coloni Racing Srl                    | Coloni-Ford        | C4              | Ford Cosworth DFR 3.5 V8 | G     | 31 | Naoki Hattori      | 15-16              | n/a                                                         |
| Team 7UP Jordan                      | Jordan-Ford        | 191             | Ford HB4 3.5 V8          | G     | 32 | Bertrand Gachot    | 1-10               | n/a                                                         |
| Team 7UP Jordan                      | Jordan-Ford        | 191             | Ford HB4 3.5 V8          | G     | 32 | Michael Schumacher | 11                 | n/a                                                         |
| Team 7UP Jordan                      | Jordan-Ford        | 191             | Ford HB4 3.5 V8          | G     | 32 | Roberto Moreno     | 12-13              | n/a                                                         |
| Team 7UP Jordan                      | Jordan-Ford        | 191             | Ford HB4 3.5 V8          | G     | 32 | Alessandro Zanardi | 14-16              | n/a                                                         |
| Team 7UP Jordan                      | Jordan-Ford        | 191             | Ford HB4 3.5 V8          | G     | 33 | Andrea De Cesaris  | Tutti              | n/a                                                         |
| Modena Team SpA                      | Lambo-Lamborghini  | 291             | Lamborghini 3512 3.5 V12 | G     | 34 | Nicola Larini      | Tutti              | Mauro Baldi Marco Apicella                                  |
| Modena Team SpA                      | Lambo-Lamborghini  | 291             | Lamborghini 3512 3.5 V12 | G     | 35 | Eric van de Poele  | Tutti              | Mauro Baldi Marco Apicella                                  |

## Risultati (singoli gran premi)

### Gran Premio degli Stati Uniti

#### Ordine d'arrivo
1. Ayrton Senna (McLaren-Honda)
2. Alain Prost (Ferrari)
3. Nelson Piquet (Benetton-Ford)
4. Stefano Modena (Tyrrell-Honda)
5. Satoru Nakajima (Tyrrell-Honda)
6. Aguri Suzuki (Lola Larrousse-Cosworth)

### Gran Premio del Brasile

#### Ordine d'arrivo
1. Ayrton Senna (McLaren-Honda)
2. Riccardo Patrese (Williams-Renault)
3. Gerhard Berger (McLaren-Honda)
4. Alain Prost (Ferrari)
5. Nelson Piquet (Benetton-Ford)
6. Jean Alesi (Ferrari)

### Gran Premio di San Marino

#### Ordine d'arrivo
1. Ayrton Senna (McLaren-Honda)
2. Gerhard Berger (McLaren-Honda)
3. JJ Lehto (Dallara Scuderia Italia-Judd)
4. Pierluigi Martini (Minardi-Ferrari)
5. Mika Häkkinen (Lotus-Judd)
6. Julian Bailey (Lotus-Judd)

### Gran Premio di Monaco

#### Ordine d'arrivo
1. Ayrton Senna (McLaren-Honda)
2. Nigel Mansell (Williams-Renault)
3. Jean Alesi (Ferrari)
4. Roberto Moreno (Benetton-Ford)
5. Alain Prost (Ferrari)
6. Emanuele Pirro (Dallara Scuderia Italia-Judd)

### Gran Premio del Canada

#### Ordine d'arrivo
1. Nelson Piquet (Benetton-Ford)
2. Stefano Modena (Tyrrell-Honda)
3. Riccardo Patrese (Williams-Renault)
4. Andrea De Cesaris (Jordan-Ford)
5. Bertrand Gachot (Jordan-Ford)
6. Nigel Mansell (Williams-Renault)

### Gran Premio del Messico

#### Ordine d'arrivo
1. Riccardo Patrese (Williams-Renault)
2. Nigel Mansell (Williams-Renault)
3. Ayrton Senna (McLaren-Honda)
4. Andrea De Cesaris (Jordan-Ford)
5. Roberto Moreno (Benetton-Ford)
6. Éric Bernard (Lola Larrousse-Cosworth)

### Gran Premio di Francia

#### Ordine d'arrivo
1. Nigel Mansell (Williams-Renault)
2. Alain Prost (Ferrari)
3. Ayrton Senna (McLaren-Honda)
4. Jean Alesi (Ferrari)
5. Riccardo Patrese (Williams-Renault)
6. Andrea De Cesaris (Jordan-Ford)

### Gran Premio di Gran Bretagna

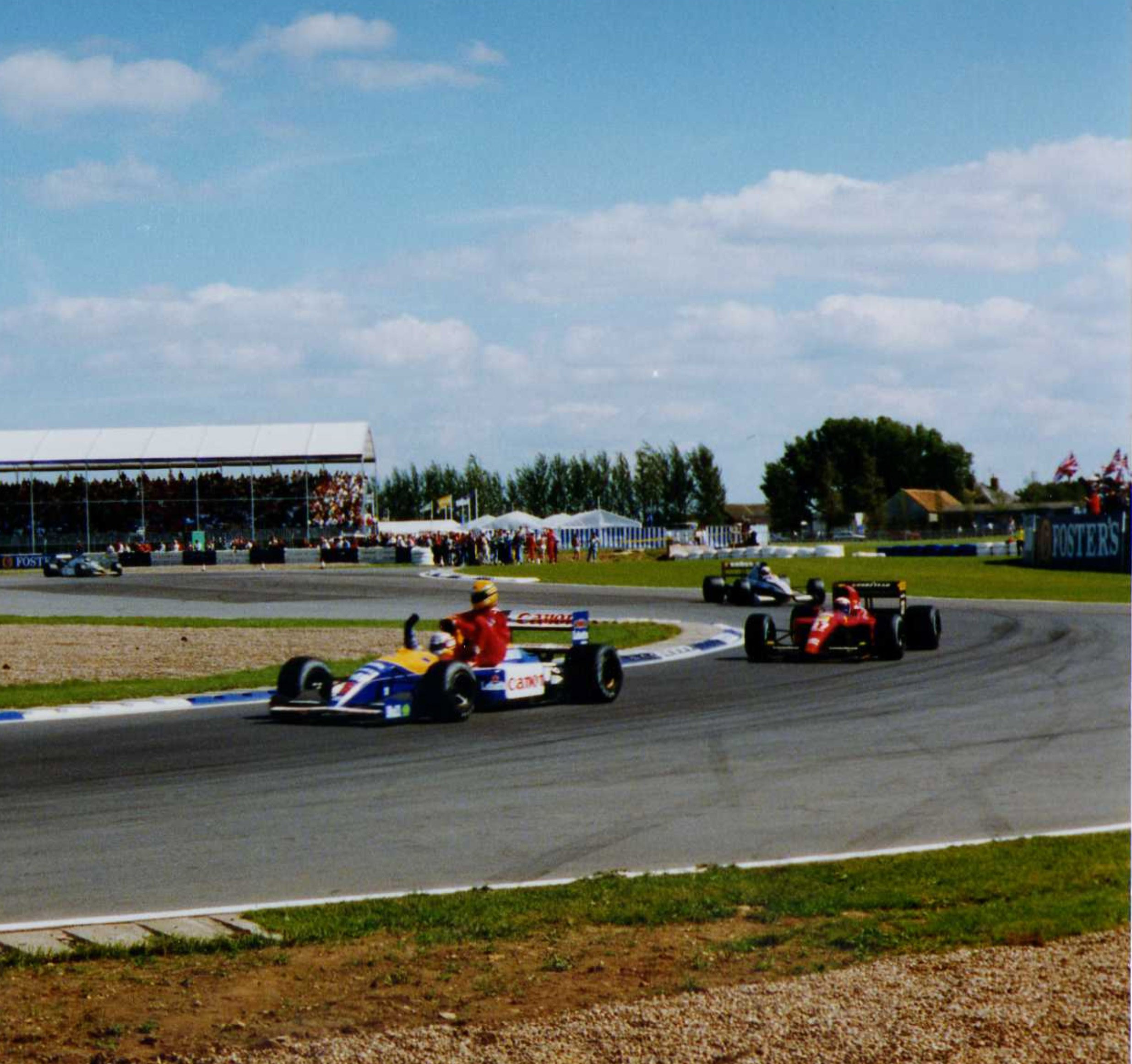
Il giro d'onore di Mansell al GP di Gran Bretagna

#### Ordine d'arrivo
1. Nigel Mansell (Williams-Renault)
2. Gerhard Berger (McLaren-Honda)
3. Alain Prost (Ferrari)
4. Ayrton Senna (McLaren-Honda)
5. Nelson Piquet (Benetton-Ford)
6. Bertrand Gachot (Jordan-Ford)

### Gran Premio di Germania

#### Ordine d'arrivo
1. Nigel Mansell (Williams-Renault)
2. Riccardo Patrese (Williams-Renault)
3. Jean Alesi (Ferrari)
4. Gerhard Berger (McLaren-Honda)
5. Andrea De Cesaris (Jordan-Ford)
6. Bertrand Gachot (Jordan-Ford)

### Gran Premio d'Ungheria

#### Ordine d'arrivo
1. Ayrton Senna (McLaren-Honda)
2. Nigel Mansell (Williams-Renault)
3. Riccardo Patrese (Williams-Renault)
4. Gerhard Berger (McLaren-Honda)
5. Jean Alesi (Ferrari)
6. Ivan Capelli (Leyton House-Ilmor Engineering)

### Gran Premio del Belgio

#### Ordine d'arrivo
1. Ayrton Senna (McLaren-Honda)
2. Gerhard Berger (McLaren-Honda)
3. Nelson Piquet (Benetton-Ford)
4. Roberto Moreno (Benetton-Ford)
5. Riccardo Patrese (Williams-Renault)
6. Mark Blundell (Brabham-Yamaha)

### Gran Premio d'Italia

#### Ordine d'arrivo
1. Nigel Mansell (Williams-Renault)
2. Ayrton Senna (McLaren-Honda)
3. Alain Prost (Ferrari)
4. Gerhard Berger (McLaren-Honda)
5. Michael Schumacher (Benetton-Ford)
6. Nelson Piquet (Benetton-Ford)

### Gran Premio del Portogallo

#### Ordine d'arrivo
1. Riccardo Patrese (Williams-Renault)
2. Ayrton Senna (McLaren-Honda)
3. Jean Alesi (Ferrari)
4. Pierluigi Martini (Minardi-Ferrari)
5. Nelson Piquet (Benetton-Ford)
6. Michael Schumacher (Benetton-Ford)

### Gran Premio di Spagna

#### Ordine d'arrivo
1. Nigel Mansell (Williams-Renault)
2. Alain Prost (Ferrari)
3. Riccardo Patrese (Williams-Renault)
4. Jean Alesi (Ferrari)
5. Ayrton Senna (McLaren-Honda)
6. Michael Schumacher (Benetton-Ford)

### Gran Premio del Giappone

#### Ordine d'arrivo
1. Gerhard Berger (McLaren-Honda)
2. Ayrton Senna (McLaren-Honda)
3. Riccardo Patrese (Williams-Renault)
4. Alain Prost (Ferrari)
5. Martin Brundle (Brabham-Yamaha)
6. Stefano Modena (Tyrrell-Honda)

### Gran Premio d'Australia

#### Ordine d'arrivo[4]
1. Ayrton Senna (McLaren-Honda)
2. Nigel Mansell (Williams-Renault)
3. Gerhard Berger (McLaren-Honda)
4. Nelson Piquet (Benetton-Ford)
5. Riccardo Patrese (Williams-Renault)
6. Gianni Morbidelli (Ferrari)

## Risultati

### Risultati dei Gran Premi
| N  | Gara                          | Luogo             | Pole position    | Giro veloce      | Pilota vincitore | Costruttore      |
| -- | ----------------------------- | ----------------- | ---------------- | ---------------- | ---------------- | ---------------- |
| 1  | Gran Premio degli Stati Uniti | Phoenix           | Ayrton Senna     | Jean Alesi       | Ayrton Senna     | McLaren-Honda    |
| 2  | Gran Premio del Brasile       | Interlagos        | Ayrton Senna     | Nigel Mansell    | Ayrton Senna     | McLaren-Honda    |
| 3  | Gran Premio di San Marino     | Imola             | Ayrton Senna     | Gerhard Berger   | Ayrton Senna     | McLaren-Honda    |
| 4  | Gran Premio di Monaco         | Monaco            | Ayrton Senna     | Alain Prost      | Ayrton Senna     | McLaren-Honda    |
| 5  | Gran Premio del Canada        | Montreal          | Riccardo Patrese | Nigel Mansell    | Nelson Piquet    | Benetton-Ford    |
| 6  | Gran Premio del Messico       | Città del Messico | Riccardo Patrese | Nigel Mansell    | Riccardo Patrese | Williams-Renault |
| 7  | Gran Premio di Francia        | Magny-Cours       | Riccardo Patrese | Nigel Mansell    | Nigel Mansell    | Williams-Renault |
| 8  | Gran Premio di Gran Bretagna  | Silverstone       | Nigel Mansell    | Nigel Mansell    | Nigel Mansell    | Williams-Renault |
| 9  | Gran Premio di Germania       | Hockenheim        | Nigel Mansell    | Riccardo Patrese | Nigel Mansell    | Williams-Renault |
| 10 | Gran Premio d'Ungheria        | Hungaroring       | Ayrton Senna     | Bertrand Gachot  | Ayrton Senna     | McLaren-Honda    |
| 11 | Gran Premio del Belgio        | Spa-Francorchamps | Ayrton Senna     | Roberto Moreno   | Ayrton Senna     | McLaren-Honda    |
| 12 | Gran Premio d'Italia          | Monza             | Ayrton Senna     | Ayrton Senna     | Nigel Mansell    | Williams-Renault |
| 13 | Gran Premio del Portogallo    | Estoril           | Riccardo Patrese | Nigel Mansell    | Riccardo Patrese | Williams-Renault |
| 14 | Gran Premio di Spagna         | Catalogna         | Gerhard Berger   | Riccardo Patrese | Nigel Mansell    | Williams-Renault |
| 15 | Gran Premio del Giappone      | Suzuka            | Gerhard Berger   | Ayrton Senna     | Gerhard Berger   | McLaren-Honda    |
| 16 | Gran Premio d'Australia       | Adelaide          | Ayrton Senna     | Gerhard Berger   | Ayrton Senna     | McLaren-Honda    |

## Classifiche

### Sistema di punteggio
| Posizione | 1ª | 2ª | 3ª | 4ª | 5ª | 6ª |
| Punti     | 10 | 6  | 4  | 3  | 2  | 1  |

### Classifica piloti
| Pos. | Pilota             |     |     |     |     |     |     |     |     |     |     |     |     |     |     |     |     | Punti |
| ---- | ------------------ | --- | --- | --- | --- | --- | --- | --- | --- | --- | --- | --- | --- | --- | --- | --- | --- | ----- |
| 1    | Ayrton Senna       | 1   | 1   | 1   | 1   | Rit | 3   | 3   | 4*  | 7*  | 1   | 1   | 2   | 2   | 5   | 2   | 1   | 96    |
| 2    | Nigel Mansell      | Rit | Rit | Rit | 2   | 6*  | 2   | 1   | 1   | 1   | 2   | Rit | 1   | SQ  | 1   | Rit | 2   | 72    |
| 3    | Riccardo Patrese   | Rit | 2   | Rit | Rit | 3   | 1   | 5   | Rit | 2   | 3   | 5   | Rit | 1   | 3   | 3   | 5   | 53    |
| 4    | Gerhard Berger     | Rit | 3   | 2   | Rit | Rit | Rit | Rit | 2   | 4   | 4   | 2   | 4   | Rit | Rit | 1   | 3   | 43    |
| 5    | Alain Prost        | 2   | 4   | NP  | 5   | Rit | Rit | 2   | 3   | Rit | Rit | Rit | 3   | Rit | 2   | 4   |     | 34    |
| 6    | Nelson Piquet      | 3   | 5   | Rit | Rit | 1   | Rit | 8   | 5   | Rit | Rit | 3   | 6   | 5   | 11  | 7   | 4   | 26,5  |
| 7    | Jean Alesi         | Rit | 6   | Rit | 3   | Rit | Rit | 4   | Rit | 3   | 5   | Rit | Rit | 3   | 4   | Rit | Rit | 21    |
| 8    | Stefano Modena     | 4   | Rit | Rit | Rit | 2   | 11  | Rit | 7   | 13  | 12  | Rit | Rit | Rit | 16  | 6   | 10  | 10    |
| 9    | Andrea De Cesaris  | NPQ | Rit | Rit | Rit | 4   | 4   | 6   | Rit | 5   | 7   | 13* | 7   | 8   | Rit | Rit | 8   | 9     |
| 10   | Roberto Moreno     | Rit | 7   | 13* | 4   | Rit | 5   | Rit | Rit | 8   | 8   | 4   | Rit | 10  |     |     | 16  | 8     |
| 11   | Pierluigi Martini  | 9*  | Rit | 4   | 12  | 7   | Rit | 9   | 9   | Rit | Rit | 12* | Rit | 4   | 13  | Rit | Rit | 6     |
| 12   | JJ Lehto           | Rit | Rit | 3   | 11  | Rit | Rit | Rit | 13  | Rit | Rit | Rit | Rit | Rit | 8   | Rit | 12  | 4     |
| 13   | Bertrand Gachot    | 10* | 13* | Rit | 8   | 5   | Rit | Rit | 6   | 6   | 9   |     |     |     |     |     | NQ  | 4     |
| 14   | Michael Schumacher |     |     |     |     |     |     |     |     |     |     | Rit | 5   | 6   | 6   | Rit | Rit | 4     |
| 15   | Satoru Nakajima    | 5   | Rit | Rit | Rit | 10  | 12  | Rit | 8   | Rit | 15  | Rit | Rit | 13  | 17  | Rit | Rit | 2     |
| 16   | Mika Häkkinen      | Rit | 9   | 5   | Rit | Rit | 9   | NQ  | 12  | Rit | 14  | Rit | 14  | 14  | Rit | Rit | 19  | 2     |
| 17   | Martin Brundle     | 11  | 12  | 11  | SQ  | Rit | Rit | Rit | Rit | 11  | Rit | 9   | 13  | 12  | 10  | 5   | NQ  | 2     |
| 18   | Emanuele Pirro     | Rit | 11  | NPQ | 6   | 9   | NPQ | NPQ | 10  | 10  | Rit | 8   | 10  | Rit | 15  | Rit | 7   | 1     |
| 19   | Mark Blundell      | Rit | Rit | 8   | Rit | NQ  | Rit | Rit | Rit | 12  | Rit | 6   | 12  | Rit | Rit | NPQ | 17  | 1     |
| 20   | Ivan Capelli       | Rit | Rit | Rit | Rit | Rit | Rit | Rit | Rit | Rit | 6   | Rit | 8   | 17* | Rit |     |     | 1     |
| 21   | Éric Bernard       | Rit | Rit | Rit | 9   | Rit | 6   | Rit | Rit | Rit | Rit | Rit | Rit | NQ  | Rit | NPQ |     | 1     |
| 22   | Aguri Suzuki       | 6   | Rit | Rit | Rit | Rit | Rit | Rit | Rit | Rit | Rit | NQ  | NQ  | Rit | NQ  | Rit | NQ  | 1     |
| 23   | Julian Bailey      | NQ  | NQ  | 6   | NQ  |     |     |     |     |     |     |     |     |     |     |     |     | 1     |
| 24   | Gianni Morbidelli  | Rit | 8   | Rit | Rit | Rit | 7   | Rit | 11  | Rit | 13  | Rit | 9   | 9   | 14* | Rit | 6   | 0,5   |
| 25   | Maurício Gugelmin  | Rit | Rit | 12* | Rit | Rit | Rit | 7   | Rit | Rit | 11  | Rit | 15  | 7   | 7   | 8   | 14  | 0     |
| 26   | Thierry Boutsen    | Rit | 10  | 7   | 7   | Rit | 8   | 12  | Rit | 9   | 17* | 11  | Rit | 16  | Rit | 9   | Rit | 0     |
| 27   | Johnny Herbert     |     |     |     |     | NQ  | 10  | 10  | 14* |     |     | 7   |     | Rit |     | Rit | 11  | 0     |
| 28   | Nicola Larini      | 7   | NPQ | NPQ | NPQ | NPQ | NPQ | NPQ | NPQ | Rit | 16  | NQ  | 16  | NQ  | NQ  | NQ  | Rit | 0     |
| 29   | Érik Comas         | NQ  | Rit | 10  | 10  | 8   | NQ  | NQ  | 11  | Rit | 10  | Rit | 11  | 11  | Rit | Rit | 18  | 0     |
| 30   | Gabriele Tarquini  | 8   | Rit | NQ  | Rit | NQ  | NQ  | NQ  | NQ  | NQ  | NPQ | NPQ | NPQ | NQ  | 12  | 11  | NPQ | 0     |
| 31   | Alessandro Zanardi |     |     |     |     |     |     |     |     |     |     |     |     |     | 9   | Rit | 9   | 0     |
| 32   | Eric van de Poele  | NPQ | NPQ | 9*  | NPQ | NPQ | NPQ | NPQ | NPQ | NQ  | NQ  | NQ  | NQ  | NQ  | NQ  | NQ  | NQ  | 0     |
| 33   | Alessandro Caffi   | NQ  | NQ  | NQ  | NQ  |     |     |     |     | NPQ | NPQ | NQ  | NPQ | NPQ | NPQ | 10  | 15  | 0     |
| 34   | Olivier Grouillard | NPQ | NPQ | NPQ | NPQ | NPQ | Rit | Rit | NPQ | NPQ | NQ  | 10  | Rit | NPQ | NPQ |     |     | 0     |
| 35   | Michele Alboreto   | Rit | NQ  | NQ  | Rit | Rit | Rit | Rit | Rit | NQ  | NQ  | NPQ | NQ  | 15  | Rit | NQ  | 13  | 0     |
| 36   | Karl Wendlinger    |     |     |     |     |     |     |     |     |     |     |     |     |     |     | Rit | 20  | 0     |
| -    | Stefan Johansson   | NQ  | NQ  |     |     | Rit | NQ  | NQ  | NQ  |     |     |     |     |     |     |     |     | 0     |
| -    | Pedro Chaves       | NPQ | NPQ | NPQ | NPQ | NPQ | NPQ | NPQ | NPQ | NPQ | NPQ | NPQ | NPQ | NPQ | WD  |     |     | 0     |
| -    | Fabrizio Barbazza  |     |     | NQ  | NQ  | NQ  | NQ  | NQ  | NQ  | NPQ | NPQ | NPQ | NPQ | NPQ | NPQ |     |     | 0     |
| -    | Michael Bartels    |     |     |     |     |     |     |     |     | NQ  | NQ  |     | NQ  |     | NQ  |     |     | 0     |
| -    | Naoki Hattori      |     |     |     |     |     |     |     |     |     |     |     |     |     |     | NPQ | NPQ | 0     |
| Pos. | Pilota             |     |     |     |     |     |     |     |     |     |     |     |     |     |     |     |     | Punti |

| Legenda | 1º posto     | 2º posto | 3º posto    | A punti         | Senza punti/Non class.  | Grassetto – Pole position Corsivo – Giro più veloce |
| Legenda | Squalificato | Ritirato | Non partito | Non qualificato | Solo prove/Terzo pilota | Grassetto – Pole position Corsivo – Giro più veloce |

* Indica quei piloti che non hanno terminato la gara ma sono ugualmente classificati avendo coperto, come previsto dal regolamento, almeno il 90% della distanza totale.

### Classifica costruttori
| Posizione | Costruttore                  | Pilota       | USA | BRA | SMR | MON | CAN | MEX | FRA | GBR | GER | UNG | BEL | ITA | POR | SPA | GIA | AUS | Punti |
| --------- | ---------------------------- | ------------ | --- | --- | --- | --- | --- | --- | --- | --- | --- | --- | --- | --- | --- | --- | --- | --- | ----- |
| 1         | McLaren-Honda                | Senna        | 1   | 1   | 1   | 1   | Rit | 3   | 3   | 4*  | 7*  | 1   | 1   | 2   | 2   | 5   | 2   | 1   | 139   |
| 1         | McLaren-Honda                | Berger       | Rit | 3   | 2   | Rit | Rit | Rit | Rit | 2   | 4   | 4   | 2   | 4   | Rit | Rit | 1   | 3   | 139   |
| 2         | Williams-Renault             | Mansell      | Rit | Rit | Rit | 2   | 6*  | 2   | 1   | 1   | 1   | 2   | Rit | 1   | SQ  | 1   | Rit | 2   | 125   |
| 2         | Williams-Renault             | Patrese      | Rit | 2   | Rit | Rit | 3   | 1   | 5   | Rit | 2   | 3   | 5   | Rit | 1   | 3   | 3   | 5   | 125   |
| 3         | Ferrari                      | Prost        | 2   | 4   | NP  | 5   | Rit | Rit | 2   | 3   | Rit | Rit | Rit | 3   | Rit | 2   | 4   |     | 55,5  |
| 3         | Ferrari                      | Morbidelli   |     |     |     |     |     |     |     |     |     |     |     |     |     |     |     | 6   | 55,5  |
| 3         | Ferrari                      | Alesi        | Rit | 6   | Rit | 3   | Rit | Rit | 4   | Rit | 3   | 5   | Rit | Rit | 3   | 4   | Rit | Rit | 55,5  |
| 4         | Benetton-Ford                | Moreno       | Rit | 7   | 13* | 4   | Rit | 5   | Rit | Rit | 8   | 8   | 4   |     |     |     |     |     | 38,5  |
| 4         | Benetton-Ford                | Schumacher   |     |     |     |     |     |     |     |     |     |     |     | 5   | 6   | 6   | Rit | Rit | 38,5  |
| 4         | Benetton-Ford                | Piquet       | 3   | 5   | Rit | Rit | 1   | Rit | 8   | 5   | Rit | Rit | 3   | 6   | 5   | 11  | 7   | 4   | 38,5  |
| 5         | Jordan-Ford                  | Gachot       | 10* | 13* | Rit | 8   | 5   | Rit | Rit | 6   | 6   | 9   |     |     |     |     |     |     | 13    |
| 5         | Jordan-Ford                  | Schumacher   |     |     |     |     |     |     |     |     |     |     | Rit |     |     |     |     |     | 13    |
| 5         | Jordan-Ford                  | Moreno       |     |     |     |     |     |     |     |     |     |     |     | Rit | 10  |     |     |     | 13    |
| 5         | Jordan-Ford                  | Zanardi      |     |     |     |     |     |     |     |     |     |     |     |     |     | 9   | Rit | 9   | 13    |
| 5         | Jordan-Ford                  | De Cesaris   | NPQ | Rit | Rit | Rit | 4   | 4   | 6   | Rit | 5   | 7   | 13* | 7   | 8   | Rit | Rit | 8   | 13    |
| 6         | Tyrrell-Honda                | Nakajima     | 5   | Rit | Rit | Rit | 10  | 12  | Rit | 8   | Rit | 15  | Rit | Rit | 13  | 17  | Rit | Rit | 12    |
| 6         | Tyrrell-Honda                | Modena       | 4   | Rit | Rit | Rit | 2   | 11  | Rit | 7   | 13  | 12  | Rit | Rit | Rit | 16  | 6   | 10  | 12    |
| 7         | Minardi-Ferrari              | Morbidelli   | Rit | 8   | Rit | Rit | Rit | 7   | Rit | 11  | Rit | 13  | Rit | 9   | 9   | 14* | Rit |     | 6     |
| 7         | Minardi-Ferrari              | Moreno       |     |     |     |     |     |     |     |     |     |     |     |     |     |     |     | 16  | 6     |
| 7         | Minardi-Ferrari              | Martini      | 9*  | Rit | 4   | 12  | 7   | Rit | 9   | 9   | Rit | Rit | 12* | Rit | 4   | 13  | Rit | Rit | 6     |
| 8         | Dallara Scuderia Italia-Judd | Pirro        | Rit | 11  | NPQ | 6   | 9   | NPQ | NPQ | 10  | 10  | Rit | 8   | 10  | Rit | 15  | Rit | 7   | 5     |
| 8         | Dallara Scuderia Italia-Judd | Lehto        | Rit | Rit | 3   | 11  | Rit | Rit | Rit | 13  | Rit | Rit | Rit | Rit | Rit | 8   | Rit | 12  | 5     |
| 9         | Lotus-Judd                   | Häkkinen     | Rit | 9   | 5   | Rit | Rit | 9   | NQ  | 12  | Rit | 14  | Rit | 14  | 14  | Rit | Rit | 19  | 3     |
| 9         | Lotus-Judd                   | Bailey       | NQ  | NQ  | 6   | NQ  |     |     |     |     |     |     |     |     |     |     |     |     | 3     |
| 9         | Lotus-Judd                   | Herbert      |     |     |     |     | NQ  | 10  | 10  | 14* |     |     | 7   |     | Rit |     | Rit | 11  | 3     |
| 9         | Lotus-Judd                   | Bartels      |     |     |     |     |     |     |     |     | NQ  | NQ  |     | NQ  |     | NQ  |     |     | 3     |
| 10        | Brabham-Yamaha               | Brundle      | 11  | 12  | 11  | SQ  | Rit | Rit | Rit | Rit | 11  | Rit | 9   | 13  | 12  | 10  | 5   | NQ  | 3     |
| 10        | Brabham-Yamaha               | Blundell     | Rit | Rit | 8   | Rit | NQ  | Rit | Rit | Rit | 12  | Rit | 6   | 12  | Rit | Rit | NPQ | 17  | 3     |
| 11        | Lola Larrousse-Ford          | Bernard      | Rit | Rit | Rit | 9   | Rit | 6   | Rit | Rit | Rit | Rit | Rit | Rit | NQ  | Rit | NQ  |     | 2     |
| 11        | Lola Larrousse-Ford          | Gachot       |     |     |     |     |     |     |     |     |     |     |     |     |     |     |     | NQ  | 2     |
| 11        | Lola Larrousse-Ford          | Suzuki       | 6   | Rit | Rit | Rit | Rit | Rit | Rit | Rit | Rit | Rit | NQ  | NQ  | Rit | NQ  | Rit | NQ  | 2     |
| 12        | Leyton House-Ilmor           | Gugelmin     | Rit | Rit | 12* | Rit | Rit | Rit | 7   | Rit | Rit | 11  | Rit | 15  | 7   | 7   | 8   | 14  | 1     |
| 12        | Leyton House-Ilmor           | Capelli      | Rit | Rit | Rit | Rit | Rit | Rit | Rit | Rit | Rit | 6   | Rit | 8   | 17* | Rit |     |     | 1     |
| 12        | Leyton House-Ilmor           | Wendlinger   |     |     |     |     |     |     |     |     |     |     |     |     |     |     | Rit | 20  | 1     |
| 13        | Ligier-Lamborghini           | Boutsen      | Rit | 10  | 7   | 7   | Rit | 8   | 12  | Rit | 9   | 17* | 11  | Rit | 16  | Rit | 9   | Rit | 0     |
| 13        | Ligier-Lamborghini           | Comas        | NQ  | Rit | 10  | 10  | 8   | NQ  | 11  | NQ  | Rit | 10  | Rit | 11  | 11  | Rit | Rit | 18  | 0     |
| 14        | Lambo-Lamborghini            | Larini       | 7   | NPQ | NPQ | NPQ | NPQ | NPQ | NPQ | NPQ | Rit | 16  | NQ  | 16  | NQ  | NQ  | NQ  | Rit | 0     |
| 14        | Lambo-Lamborghini            | van de Poele | NPQ | NPQ | 9*  | NPQ | NPQ | NPQ | NPQ | NPQ | NQ  | NQ  | NQ  | NQ  | NQ  | NQ  | NQ  | NQ  | 0     |
| 15        | AGS-Ford                     | Tarquini     | 8   | Rit | NQ  | Rit | NQ  | NQ  | NQ  | NQ  | NQ  | NPQ | NPQ | NPQ | NQ  |     |     |     | 0     |
| 15        | AGS-Ford                     | Grouillard   |     |     |     |     |     |     |     |     |     |     |     |     |     | NPQ |     |     | 0     |
| 15        | AGS-Ford                     | Johansson    | NQ  | NQ  |     |     |     |     |     |     |     |     |     |     |     |     |     |     | 0     |
| 15        | AGS-Ford                     | Barbazza     |     |     | NQ  | NQ  | NQ  | NQ  | NQ  | NQ  | NPQ | NPQ | NPQ | NPQ | NPQ | NPQ |     |     | 0     |
| 16        | Fondmetal-Ford               | Grouillard   | NPQ | NPQ | NPQ | NPQ | NPQ | Rit | Rit | NPQ | NPQ | NQ  | 10  | Rit | NPQ |     |     |     | 0     |
| 16        | Fondmetal-Ford               | Tarquini     |     |     |     |     |     |     |     |     |     |     |     |     |     | 12  | 11  | NPQ | 0     |
| 17        | Footwork-Porsche/Ford        | Alboreto     | Rit | NQ  | NQ  | Rit | Rit | Rit | Rit | Rit | NQ  | NQ  | NPQ | NQ  | 15  | Rit | NQ  | 13  | 0     |
| 17        | Footwork-Porsche/Ford        | Caffi        | NQ  | NQ  | NQ  | NQ  |     |     |     |     | NPQ | NPQ | NQ  | NPQ | NPQ | NPQ | 10  | 15  | 0     |
| 17        | Footwork-Porsche/Ford        | Johansson    |     |     |     |     | Rit | NQ  | NQ  | NQ  |     |     |     |     |     |     |     |     | 0     |
| 18        | Coloni-Ford                  | Chaves       | NPQ | NPQ | NPQ | NPQ | NPQ | NPQ | NPQ | NPQ | NPQ | NPQ | NPQ | NPQ | NPQ |     |     |     | 0     |
| 18        | Coloni-Ford                  | Hattori      |     |     |     |     |     |     |     |     |     |     |     |     |     |     | NPQ | NPQ | 0     |
| Posizione | Costruttore                  | Pilota       | USA | BRA | SMR | MON | CAN | MEX | FRA | GBR | GER | UNG | BEL | ITA | POR | SPA | GIA | AUS | Punti |

### Statistiche costruttori
| Pos | Costruttore                  | Telaio          | Motore              | Pneumatici | Punti | Vittorie | Podi | Pole |
| --- | ---------------------------- | --------------- | ------------------- | ---------- | ----- | -------- | ---- | ---- |
| 1   | McLaren-Honda                | MP4/6           | Honda RA121E        | G          | 139   | 8        | 18   | 10   |
| 2   | Williams-Renault             | FW14            | Renault RS3         | G          | 125   | 7        | 17   | 6    |
| 3   | Ferrari                      | F1-91 F1-91B    | Ferrari 037         | G          | 55.5  |          | 8    |      |
| 4   | Benetton-Ford                | B190B B191      | Ford HBA5 Ford HBA6 | P          | 38.5  | 1        | 3    |      |
| 5   | Jordan-Ford                  | 191             | Ford HBB4           | G          | 13    |          |      |      |
| 6   | Tyrrell-Honda                | 020             | Honda RA109E        | P          | 12    |          | 1    |      |
| 7   | Minardi-Ferrari              | M191            | Ferrari 037         | G          | 6     |          |      |      |
| 8   | Dallara Scuderia Italia-Judd | F191            | Judd GV             | P          | 5     |          | 1    |      |
| 9   | Lotus-Judd                   | 102B            | Judd EV             | G          | 3     |          |      |      |
| 10  | Brabham-Yamaha               | BT59Y BT60Y     | Yamaha OX99         | P          | 3     |          |      |      |
| 11  | Lola Larrousse-Ford          | LC91            | Ford DFR            | G          | 2     |          |      |      |
| 12  | Leyton House-Ilmor           | CG911           | Ilmor 2175A         | G          | 1     |          |      |      |
| 13  | Ligier-Lamborghini           | JS35 JS35B      | Lamborghini 3512    | G          |       |          |      |      |
| 14  | Lambo-Lamborghini            | 291             | Lamborghini 3512    | G          |       |          |      |      |
| 15  | AGS-Ford                     | JH25B JH27      | Ford DFR            | G          |       |          |      |      |
| 16  | Fondmetal-Ford               | FA1/M-E Fomet-1 | Ford DFR            | G          |       |          |      |      |
| 17  | Footwork-Porsche/Ford        | A11C            | Porsche V12         | G          |       |          |      |      |
| 18  | Footwork-Ford                | FA12            | Ford DFR            | G          |       |          |      |      |
| 19  | Coloni-Ford                  | C4              | Ford DFR            | G          |       |          |      |      |

### Sistema di punteggio
Rispetto alla stagione precedente il sistema di punteggio fu lievemente modificato, con il vincitore che otteneva 10 punti invece di 9; per il resto il criterio di assegnazione dei punti rimase invariato, con il secondo classificato che ne conquistava 6, il terzo 4, il quarto 3, il quinto 2 ed il sesto 1.